# سرهی ترتایک
سرهی ترتایک (اوکراینی: Сергій Володимирович Трет`як؛ زادهٔ ۷ سپتامبر ۱۹۶۳) بازیکن فوتبال اهل اتحاد جماهیر شوروی سوسیالیستی است.
از باشگاه‌هایی که در آن بازی کرده‌است می‌توان به باشگاه فوتبال چورنومورتس اودسا و باشگاه فوتبال بیتار اورشلیم اشاره کرد.
وی همچنین در تیم ملی فوتبال اوکراین بازی کرده‌است.